# Eugenia Malewska
Eugenia Malewska (ur. 25 stycznia 1935 w Trzebiełuchu, zm. 13 stycznia 2015) – polska pedagog, profesor zwyczajny Uniwersytetu Warmińsko-Mazurskiego w Olsztynie (UWM).

## Życiorys
W 1966 ukończyła studia magisterskie na Uniwersytecie im. Adama Mickiewicza w Poznaniu (UAM). Stopień doktora nauk humanistycznych w zakresie pedagogiki uzyskała w UAM na podstawie rozprawy pt. Czynniki kształtujące efektywność studiów na pierwszym roku w 1971. W 1981 otrzymała stopień doktora habilitowanego na podstawie dorobku naukowego oraz pracy pt. Działalność zawodowa i społeczna absolwentów uczelni wyższych w środowisku pracy. W 1998 uzyskała tytuł naukowy profesora.
Jako emeryt była zatrudniona w Wyższej Szkole Pedagogicznej Towarzystwa Wiedzy Powszechnej w Olsztynie, Wyższej Szkole Informatyki i Ekonomii TWP w Olsztynie, Szkole Wyższej im. Pawła Włodkowica w Płocku i w Olsztyńskiej Szkole Wyższej im. Józefa Rusieckiego.

## Wybrane publikacje
- Działalność zawodowa i społeczna absolwentów uczelni wyższych w środowisku pracy, Warszawa 1981
- Historia wychowania i oświaty rolniczej, Olsztyn 1976
- Wychowanie do pracy w rozwoju dziejowym, Olsztyn 1993
- Rynek pracy a edukacja, Warszawa-Olsztyn 1995
- Edukacja ustawiczna szansą przezwyciężenia bezrobocia na wsi, 2004[1]

## Członkostwo w korporacjach naukowych i komitetach redakcyjnych
- Polskie Towarzystwo Pedagogiczne (od 1995)
- Towarzystwo Wiedzy Powszechnej (od 1993)
- Komitet Redakcyjny „Forum Oświatowe” (od 2003)
- Komitet Redakcyjny Zeszytów Naukowych Koszalińskiej Wyższej Szkoły Nauk Humanistycznych (od 2007)
- Komisja Integracji Europejskiej przy Ośrodku Badań Naukowych w Olsztynie (od 2004)
- Komisja Badań nad Współczesnością Warmii i Mazur, Ośrodek Badań Naukowych w Olsztynie (od 2005)[1]

## Odznaczenia
- Krzyż Komandorski Orderu Odrodzenia Polski (2005)
- Złoty Krzyż Zasługi (1979)
- Medal Komisji Edukacji Narodowej (1989)[1]